# Tematické roky katolické církve
Tematické roky jsou roky, které katolická církev svolává z důvodu zaměření se na určité téma. Někdy se jedná o řádný jubilejní svatý rok nebo o mimořádný svatý rok, jindy je k tomu určen jiný rok.

## Tematické roky ve 20. století
|     | Název              | Začátek      | Konec       | Svoláno       | Inaugurace    | Ukončeno      | Důvod                                                                         |
| --- | ------------------ | ------------ | ----------- | ------------- | ------------- | ------------- | ----------------------------------------------------------------------------- |
| 1.  | Jubilejní rok 1900 | 1900         | 1900        | Lev XIII.     | Lev XIII.     | Lev XIII.     | 1900. výročí narození Ježíše Krista                                           |
| 2.  | Jubilejní rok 1925 | 1925         | 1925        | Pius XI.      | Pius XI.      | Pius XI.      | 1925 let narození Ježíše Krista                                               |
| 3.  | Jubileum vykoupení | 1933         | 1933        | Pius XI.      | Pius XI.      | Pius XI.      | Připomínka 1900 let od smrti a vzkříšení Ježíše Krista                        |
| 4.  | Jubilejní rok 1950 | 1950         | Pius XII.   | Pius XII.     | Pius XII.     | Pius XII.     | 1950 let od narození Ježíše Krista                                            |
| 5.  | Mariánský rok      | 8. 12. 1953  | 8. 12. 1954 | Pius XII.     | Pius XII.     | Pius XII.     | Sté výročí vyhlášení dogmatu o neposkvrněném početí                           |
| 6.  | Rok víry           | 29. 6. 1967  | 30. 6. 1968 | Pavel VI.     | Pavel VI.     | Pavel VI.     | 1900. výročí mučednické smrt sv. Petra a sv. Pavla                            |
| 7.  | Jubilejní rok 1975 | 1975         | 1975        | Pavel VI.     | Pavel VI.     | Pavel VI.     | 1975 let narození Ježíše Krista                                               |
| 8.  | Jubileum vykoupení | 25. 3. 1983  | 22. 4. 1984 | Jan Pavel II. | Jan Pavel II. | Jan Pavel II. | Připomínka 1950. výročí smrti a vzkříšení Ježíše Krista                       |
| 9.  | Mariánský rok      | 6. 6. 1987   | 15. 8. 1988 | Jan Pavel II. | Jan Pavel II. | Jan Pavel II. | Příprava na příchod nového tisíciletí a připomínka 600. výročí pokřtění Litvy |
| 10. | Rok Ježíše Krista  | 1997         | 1997        | Jan Pavel II. | Jan Pavel II. | Jan Pavel II. | Přípravný rok Jubilejního roku 2000                                           |
| 11. | Rok Ducha Svatého  | 1998         | 1998        | Jan Pavel II. | Jan Pavel II. | Jan Pavel II. | Přípravný rok Jubilejního roku 2000                                           |
| 12. | Rok Boha Otce      | 1999         | 1999        | Jan Pavel II. | Jan Pavel II. | Jan Pavel II. | Přípravný rok Jubilejního roku 2000                                           |
| 13. | Jubilejní rok 2000 | 24. 12. 1999 | 6. 1. 2001  | Jan Pavel II. | Jan Pavel II. | Jan Pavel II. | 2000 let od narození Ježíše Krista                                            |

## Tematické roky ve 21. století
|     | Název                  | Začátek      | Konec        | Svoláno       | Inaugurace    | Ukončeno      | Důvod |
| --- | ---------------------- | ------------ | ------------ | ------------- | ------------- | ------------- | --- |
| 1.  | Jubilejní rok 2000     | 24. 12. 1999 | 6. 1. 2001   | Jan Pavel II. | Jan Pavel II. | Jan Pavel II. | 2000 let od narození Ježíše Krista |
| 2.  | Rok růžence            | říjen 2002   | říjen 2003   | Jan Pavel II  | Jan Pavel II  | Jan Pavel II  | 120. výročí encykliky Supremi apostolatus officio a 40. výročí zahájení II. vatikánského koncilu                                                                                                |
| 3.  | Rok eucharistie        | říjen 2004   | říjen 2005   | Jan Pavel II  | Jan Pavel II  | Benedikt XVI. | Oslava Mezinárodního eucharistického kongresu v mexické Guadalajaře a 11. řádného generálního shromáždění biskupské synody o eucharistii                                                        |
| 4.  | Rok sv. Pavla          | 28. 6. 2008  | 29. 6. 2009  | Benedikt XVI. | Benedikt XVI. | Benedikt XVI. | 2000 let od narození sv. Pavla |
| 5.  | Rok kněží              | 16. 6. 2009  | 11. 6. 2010  | Benedikt XVI. | Benedikt XVI. | Benedikt XVI. | 150. výročí úmrtí sv. Jana Marie Vianneye |
| 6.  | Rok víry               | 11. 10. 2012 | 28. 11. 2013 | Benedikt XVI. | Benedikt XVI. | František     | 50. výročí zahájení II. vatikánského koncilu, 20. výročí vydání Katechismu katolické církve a na památku Roku víry, který vyhlásil papež Pavel VI.                                              |
| 7.  | Rok zasvěceného života | 30. 11. 2014 | 2. 2. 2016   | František     | František     | František     | 50. výročí dogmatické konstituce Lumen gentium a dekretu Perfectae caritatis (dokumenty II. vatikánského koncilu)                                                                               |
| 8.  | Jubileum milosrdenství | 8. 12. 2015  | 20. 11. 2016 | František     | František     | František     | 50. výročí uzavření II. vatikánského koncilu |
| 9.  | Rok sv. Josefa         | 8. 12. 2020  | 8. 12. 2021  | František     | František     | František     | 150. výročí prohlášení sv. Josefa za patrona církve |
| 10. | Rok rodiny             | 19. 3. 2021  | 26. 6. 2022  | František     | František     | František     | 5. výročí vydání apoštolské exhortace Amoris laetitia; X. světového setkání rodin v Římě ve dnech 22. – 26. 6. 2022, původně plánované na 23. – 27. 6. 2021, odložené kvůli pandemii koronaviru |